# 요시즈촌 (돗토리현)
요시즈촌(吉寿村)은 일본 돗토리현 히노군에 설치되었던 촌이다. 현재의 사이하쿠군 호키정의 일부에 해당한다.

## 역사
- 1889년 10월 1일 - 정촌제 시행에 의해 히노군 요시즈촌이 성립하였다.
- 1912년 1월 1일 - 히요시촌과 합병해 야고촌이 신설해 폐지되었다.

## 참고문헌
- 角川日本地名大辞典 31 鳥取県
- 『市町村名変遷辞典』東京堂出版、1990年。